# Улица Помяловского (Воронеж)
Улица Помяловского — улица в исторической Воронежа, проходит от схождения улиц Суконовка Левая и Суконовка Правая до улицы Художника Бучкури. Проход с улицы на Проспект Революции осуществляется через Помяловский спуск. Протяжённость улицы 559 м.
Улица — сохранившийся уголок городской старины

## История
Сложилась к концу XVIII века, вела от главной улицы города (Большой Дворянской улицы) к Чернавскому мосту (упоминается с 1768 года). Историческое название — Беломестная, данное по Беломестной слободе (место селения на освобождённых от налогов землях казачества), по которой проходила. К середине XIX века участок улицы от Поднабережной (современная 20 лет ВЛКСМ) до Чернавского моста стала называться, по фамилии местных домовладельцев, Дубницкой. Вторая часть стала Семинарской горой по находившемуся на ней зданию духовной семинарии (ныне — монтажный техникум, современный адрес — проспект Революции, д. 29).
Современное название, с 1918 года, в честь русского писателя-реалиста Николая Герасимовича Помяловского (1835—1863), автора живописного описания жизни семинаристов — «Очерков бурсы».
После Великой Отечественной войны улица была благоустроена (проект архитектор В. И. Кудряшенко), был обустроен Помяловский спуск и нижний спуск с выходом на набережную.
Улица является сложным объектом в отношении обустройства и эксплуатации дорожным объектом.
В 2020 году был проведён капитальный ремонт Помяловского спуска

## Достопримечательности

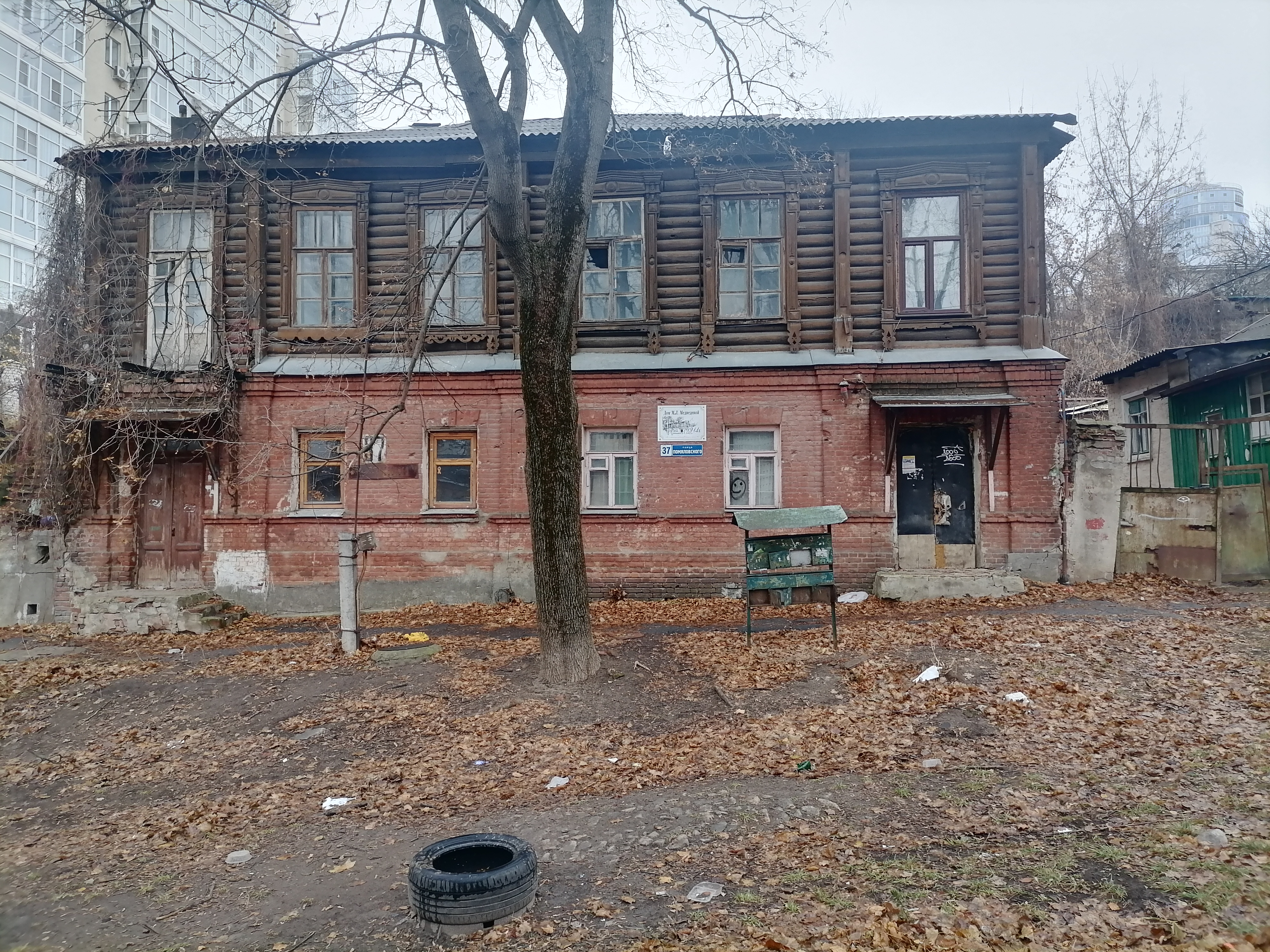
д. 37

д. 37 — «Дом Медведевой» (1914)